# Émile Masson (1915–2011)
Émile Masson (1 de setembro de 1915, Hollogne-aux-Pierres - 2 de janeiro de 2011) foi um ciclista profissional belga.
Atuou profissionalmente entre 1935-1939 e 1945-1951.

## Premiações
- 1938
  - vencedor da etapa 17a Tour de France
  - Flèche Wallonne
- 1939
- Paris-Roubaix (1939)
- 1946
- Duas vezes campeão da Belgique sur route (1946-1947)
- Bordeaux-Paris (1946)